# Боксирующие мальчики
«Боксирующие мальчики» — античная фреска, найденная в 1967 году во время раскопок археолога Спиридона Маринатоса в доисторическом поселении Акротири на греческом острове Санторин. Как и соседняя с ней «фреска антилоп», относится к Минойской цивилизации, датируется 1550—1500 годами до н. э. Экспонируется в Национальном археологическом музее города Афин (Греция).

## Описание

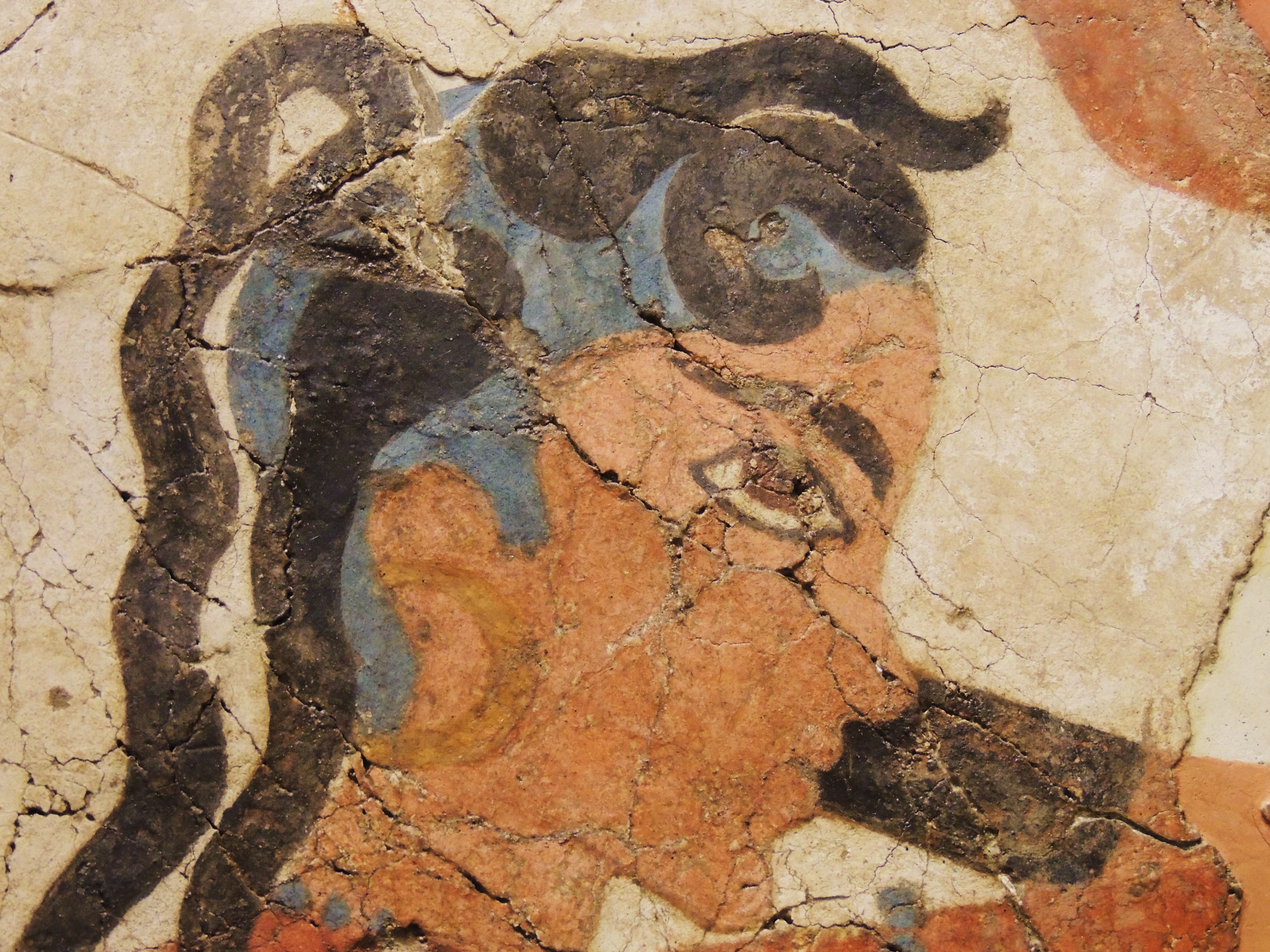
Портрет мальчика. Фрагмент фрески

Фреска была написана на одной из стен внутреннего помещения BI (Бета I) здания B (так называемого «Дома Антилоп») — богатого частного дома в древнем поселении Акротири, погребённом под толстым слоем пемзы и пепла во время извержения вулкана Санторин.
На фреске представлена сцена состязания «на кулачках» между двумя юными спортсменами. Изображение бьющихся соперников можно было бы принять за девочек, если бы не одинаково смуглый цвет их кожи. На юный возраст детей указывают частично бритые головы и разбросанные пряди волос. За исключением пояса, мальчики полностью обнажены. Поза того, что слева, более сдержанна; на его шее, руке и лодыжке есть украшения: ожерелье и браслеты из голубых камней, что может указывать на более высокий социальный статус. Это удивительный красочный и точный по передаче детской натуры рисунок: детские кулачки, обмотанные наподобие современной боксерской перчатки, вытянуты для удара, животы выпячены, спины изогнуты в пояснице. Художнику удалось передать неповторимую, чуть угловатую пластику детских движений, серьёзность персонажей и их понимание важности исхода поединка.
Практически в каждом доме поселения были найдены комнаты, украшенные фресками. По мнению археологов, все фрески в Акротири имеют религиозный характер, так как эти помещения играли роль домашних святилищ и использовались для различных обрядовых церемоний. Проводя параллели с фресками антилоп в той же комнате, историк А. И. Немировский отмечает, что на стене богатого дома изображена не просто детская игра: за схваткой скрывается идея агона, столь характерного для жизни и искусства древних греков. Фреска показывает, что «агон был характерен и для сознания догреческих обитателей Эгеиды, при этом её художники сумели передавать его с тонкостью и изяществом, на которую не были способны греческие живописцы и ваятели». Композиция была увенчана декоративным фризом из стебля и листьев плюща, объединяющим в единое целое убранство всей комнаты. Общая символика фресок, где объединены изображения молодых животных и соперничающих детей, остаётся неразгаданной.
Как и атлетика, кулачные бои были популярны в Древней Греции. Фреска свидетельствует о том, что в то время уже использовались боксёрские перчатки. Спорт вообще был важной составляющей жизни минойского общества — вплоть до предположения, что он играл религиозную роль.